# El patito feo que surcó los cielos (miniserie)
El patito feo que surcó los cielos (Sora wo Kakeru Yodaka) 宇宙〈そら〉を駆けるよだか (en japonés) o  Switched (en inglés), es una miniserie japonesa de seis episodios dirigida por Hiroaki Matsuyama basada en el manga Sora wo Kakeru Yodaka de Shiki Kawabata, producida y distribuida por la plataforma de streaming Netflix. La fecha de estreno fue anunciada para el 1 de agosto de 2018.

## Producción
La serie fue resultado de la adaptación de la obra que la artista Shiki Kawabata empezó a dibujar en 2014, el manga Sora wo Kakeru Yodaka, publicado inicialmente en la revista Bessatsu Margaret de la editorial Shūeisha en 2014, y que años después fue traducida al español bajo el nombre «El patito feo que surcó los cielos». Tras el éxito del manga, que se convirtió en una de las principales obras de la autora, llegó la adaptación a la pantalla mediante esta miniserie de acción real producida y distribuida por Netflix.  El rodaje duró dos años, finalizando en febrero de 2018 y meses después, el 24 de julio del mismo año, se realizó la prèmier o estreno en el Studio Earth de la Star Rise Tower de Tokio, Japón.
Para el estreno en países de habla inglesa, el título se tradujo como «Switched» mientras que en países de habla hispana se optó por dejar el mismo título del manga y por el cual ya se conocía anteriormente.

## Argumento
La serie sigue los pasos del drama juvenil de Kawabata en la cual una de sus protagonistas, Umine, estudiante de secundaria, sufre acoso en el instituto por su físico y en el seno de su familia, de clase humilde viviendo en un pequeño piso, todo son problemas hasta que un día, tras un intento por terminar con su vida, su alma y conciencia acaba por moverse dentro del cuerpo de una popular compañera suya, Ayumi, cuya vida era mucho más placentera, con amigos y una familia de buena clase social viviendo en una gran casa, mientras que Ayumi se queda atrapada en el cuerpo de Umine, sufriendo su día a día y viendo cómo es realmente estar en su lugar.

## Episodios
La miniserie cuenta con una temporada compuesta de un total de seis episodios y el último de estos, «Decisiones», cuenta con una escena poscréditos.
| Episodio | Título     | Duración   | Notas |
| -------- | ---------- | ---------- | ----- |
| 1        | Suicidio   | 44 minutos |       |
| 2        | Traición   | 33 minutos |       |
| 3        | Confesión  | 39 minutos |       |
| 4        | Trampa     | 37 minutos |       |
| 5        | Mentiras   | 35 minutos |       |
| 6        | Decisiones | 44 minutos |       |

## Reparto
El elenco fue encabezado por la actriz Miu Tomita, encarnando a la estudiante Umine y Kaya Kiyohara, la compañera de instituto a quien le cambia el cuerpo. El elenco principal destaca la presencia de los artistas y cantantes Tomohiro Kamiyama y Daiki Shigeoka, ambos miembros de la boy band japonesa Johnny's West.
- Kaya Kiyohara, como Ayumi Kohinata.[2]
- Miu Tomita, como Umine.[2]
- Daiki Shigeoka, como Shunpei Kaga.[2]
- Tomohiro Kamiyama, como Koshiro Mizumoto.[2]
- Megumi Seki como Ukon
- Reika Kirishima como Madre de Ayumi